# Pomax umbellata
Pomax umbellata är en måreväxtart som först beskrevs av Joseph Gaertner, och fick sitt nu gällande namn av Daniel Carl Solander och Achille Richard. Pomax umbellata ingår i släktet Pomax och familjen måreväxter. Inga underarter finns listade i Catalogue of Life.